# Grupos dos Onze
Os chamados Grupos de Onze Companheiros, simplificadamente, Grupos dos Onze ou Gr-11, e também conhecidos como Comandos Nacionalistas foram concebidos por Leonel Brizola no fim de 1963. Tomando por base a formação de um time de futebol, imagem de fácil assimilação e apelo popular, Brizola pregava a organização de pequenas células – cada uma composta de onze cidadãos, em todo o território nacional – que poderiam ser mobilizadas sob seu comando. Era um grupo de esquerda, porém não socialista, era nacionalista e apoiava abertamente as políticas de base de Jango, dentro do contexto de radicalização política do período histórico. 

## Contextualização
Por meio da rádio Mayrink Veiga, a partir do ano de 1962, Leonel Brizola começou um programa todas as sextas-feiras, às 21 horas. Com suas proclamações, a voz de Brizola chegava aos lugares mais distantes do País, mobilizando a população em torno das suas ideias políticas e propostas de mudar o País. Na noite de 29 de novembro de 1963, Brizola utilizou seu programa para lançar um movimento de massa, com uma operacionalidade ágil, dotado de capilaridade para atuar em todo o território brasileiro, incluindo as áreas mais isoladas e distantes. O movimento recebeu o nome de Comandos Nacionalistas ou Grupos de 11 Companheiros, mas ficou nacionalmente conhecido como Grupos de 11.
Leonel Brizola, eleito deputado federal em 1962 pelo antigo estado da Guanabara e líder da Frente de Mobilização Popular – um agrupamento de organizações e setores de vários partidos em defesa das reformas de base –, passou a orientar a mobilização, em fins de novembro de 1963, dos Grupos dos Onze Companheiros. Com essa formação, Brizola pretendia contar com uma força extraparlamentar organizada e de caráter popular. A organização dos Comandos Nacionalistas está diretamente relacionada ao clima de insegurança que cercava o Governo João Goulart.
Como os Grupos de Onze foram criados no fim de 1963, o clima de radicalização já se generalizara. A imprensa também supervalorizava sua capacidade de ação, mas a verdade é que houve quem se inscrevesse apenas porque gostava de Brizola e nunca teve participação efetiva. No Sul, muitos achavam que iam ganhar terra, sementes. Os Comandos foram um movimento de engajamento político e de abertura de horizontes na política que empolgou muitos brasileiros. Os objetivos principais dos “comandos” estavam ali definidos nos seguintes termos: “(...) a atuação organizada em defesa das conquistas democráticas de nosso povo, pela instituição de uma democracia autêntica e nacionalista, pela imediata concretização das Reformas, em especial das Reformas agrária e urbana e, a sagrada determinação de luta pela libertação de nossa pátria da espoliação internacional.”
No início de 1964, Brizola lançou seu próprio semanário, "O Panfleto", que veio se integrar à campanha já desenvolvida pela cadeia da Rádio Mairink Veiga. Em outras ocasiões, distribuiu diversos outros documentos para a organização dos G-11, tais como as "Precauções", os "Deveres dos Membros", os "Deveres dos Dirigentes", um "Código de Segurança" e fichas de inscrição para seus integrantes. Chegou a organizar 5.304 grupos, num total de 58.344 pessoas, distribuídas, particularmente, pelos Estados do Rio Grande do Sul, Guanabara, Rio de Janeiro, Minas Gerais e São Paulo.

## Funcionamento
Para organizar um Gr-11, a primeira providência era a leitura e o estudo das instruções, “quantas vezes forem necessárias até uma segura compreensão dos fins e objetivos da organização.” A etapa seguinte era “procurar os companheiros com os quais têm convivência e ligações de confiança”. Vizinhos ou colegas de trabalho eram os mais indicados, e sempre em grupos reduzidos, de três ou quatro pessoas. Diante de receptividade para a ideia de organizar um Gr-11, “tal decisão significará um verdadeiro pacto de solidariedade e confiança entre os companheiros.”
O objetivo era reunir 11 pessoas, mas as instruções reconhecem que arregimentar este contingente poderia ser um pouco difícil e estabelece que, com sete integrantes, a célula de militantes poderia começar a atuar. Ao alcançar este quorum mínimo, o grupo é fundado oficialmente e, depois da leitura do manual e do “exame da situação política e da crise econômica e social que estamos atravessando”, é escolhido o dirigente do Gr-11; seu assistente – e eventual substituto – e o secretário-tesoureiro.
A proposta era criar sucessivos grupos de 11 integrantes até atingir 11 células com estas características, quando, como relata o documento, “seus onze líderes formarão um Gr-11-2, isto é, um grupo de onze de 2º. nível, reunindo um total de 121 companheiros.” O contato com a liderança nacional era de responsabilidade de um delegado de ligação (DL); enquanto não chegavam novas instruções, cabia ao Gr-11 realizar reuniões para estreitar os laços entre seus militantes e analisar a conjuntura, além de buscar adesões em sua área de atuação. Embora não fizesse restrições a analfabetos, a arquitetura dos Gr-11 praticamente ignorava uma militância integral das mulheres. Havia um código de segurança detalhando os cuidados a serem adotados já se desconfiando de uma possível monitoração de autoridades militares.

## Visão Política
As mensagens do líder eram passadas não só nas transmissões radiofônicas como também por textos, nos quais é possível verificar a visão e posicionamento político de seus integrantes. Em “O porquê da revolução nacional libertadora”, a explicação de cartilha revolucionária: a exploração do capital monopolista estrangeiro, principalmente americano; e a estrutura agrária baseada na concentração latifundiária. No capítulo sobre “o aliado comunista”, não resta dúvida de que Brizola não via o Partido Comunista Brasileiro (PCB) com a menor simpatia. “Devemos ter sempre presente que o comunista é nosso principal aliado mas, embora alardeie o Partido Comunista ter forças para fazer a Revolução Libertadora, o PCB nada mais é que um movimento dividido em várias frentes internas em luta aberta entre si pelo poder absoluto e pela vitória de uma das facções em que se fragmentou.” E continua, aumentando o tom da crítica: “São fracos e aburguesados esses camaradas chefiados pelos que veem, em Moscou, o único sol que poderá guiar o proletariado mundial à libertação internacional. Fogem à luta como fogem à realidade e não perderão nada se a situação nacional perdurar por muitos anos ainda.”

## Divisão de tarefas
A primeira reunião formal do grupo tinha objetivo bem burocrático: montar a estrutura do Gr-11. As funções ficavam bem detalhadas e cada integrante teria um papel específico:
- Líder, dirigente ou comandante: representa, orienta e coordena as atividades do grupo, de acordo com as instruções partidárias e os objetivos da organização. Está previsto que seu mandato será a duração de um ano;
- Assistente: prestar colaboração direta ao dirigente ou comandante do grupo, substituindo-o em seus impedimentos;
- Secretário-tesoureiro: responsável pela gestão dos recursos financeiros e guarda de papéis e documentos (líder, assistente e secretário-tesoureiro formam a comissão executiva do Gr-11);
- Comunicações: dois integrantes ficam encarregados das comunicações, que englobam a troca de informações entre os elementos do Gr-11, inclusive no caso de ser preciso avisar aos companheiros sobre a necessidade de esconderijo ou fuga;
- Rádio-escuta: acompanhamento pelo rádio dos acontecimentos nacionais e locais;
- Transporte: coordenação das possibilidades de transportes para os membros do grupo no caso de atos e concentrações públicas;
- Propaganda: responsável por faixas, boletins, pichamentos, notícias para a imprensa;
- Mobilização popular: contatos e ligações com o ambiente local, visando a formar um círculo de relações e colaboração em torno do grupo, principalmente para garantir o comparecimento em comícios ou outros atos públicos;
- Informações: atribuição de fazer contatos e o levantamento de informações sobre a situação política e social, além de outros problemas que interessem o grupo. Também fica responsável pela organização partidária local;
- Assistência médico-social: o companheiro deve ser, se possível, médico, enfermeiro ou assistente social, “ou no mínimo com alguma noção ou treinamento para prestar assistência ou orientação a todas as pessoas necessitadas no ambiente onde atuar o Comando Nacionalista (por exemplo, aplicar injeção, conseguir medicamentos, curativos de emergência)”.

## Declínio
O grupo dos onze é sufocado e abortado na origem, pelo golpe de 64, e pelo exílio de Brizola no Uruguai durante a ditadura militar. Alguns remanescentes do grupo dos onze, conhecidos como brizolistas, continuaram a militância política dentro da legalidade institucional, como o co-fundador e prefeito de Corbélia, por duas vezes durante a ditadura militar, pelo MDB Laudemir Turra, cidade do oeste do Paraná.